# A Black & White Night Live
A Black & White Night Live es el primer álbum en directo del músico estadounidense Roy Orbison, publicado por la compañía discográfica Virgin Records en noviembre de 1989. 

## Lista de canciones
1. "Only the Lonely" - 2:45
2. "Dream Baby" - 3:50
3. "Blue Bayou" - 3:12
4. "The Comedians" - 3:37
5. "Ooby Dooby" - 4:11
6. "Leah" - 3:00
7. "Running Scared" - 2:31
8. "Uptown" - 3:20
9. "In Dreams" - 3:10
10. "Crying" - 3:10
11. "Candy Man" - 3:34
12. "Go Go Go (Down the Line)" - 5:30
13. "Mean Woman Blues" - 3:07
14. "Dream You" - 3:26
15. "Claudette" - 3:00
16. "It's Over" - 3:13
17. "Oh, Pretty Woman" - 6:21
18. "Blue Angel" -

## Personal
- Roy Orbison: voz, guitarra y armónica.
- Glen D. Hardin: piano.
- James Burton: guitarra.
- Jerry Scheff: contrabajo.
- Ronnie Tutt: batería.
- Jackson Browne: coros.
- T-Bone Burnett: guitarra acústica.
- Elvis Costello: guitarras y armónica.
- k.d. lang: coros.
- Bonnie Raitt: coros.
- Steven Soles: coros.
- J.D. Souther: guitarra acústica y coros.
- Bruce Springsteen: guitarra y coros.
- Tom Waits: órgano eléctrico y guitarra acústica.
- Jennifer Warnes: coros.

## Posición en listas
| País           | Lista                    | Posición |
| -------------- | ------------------------ | -------- |
| Australia      | ARIA Albums Chart        | 28       |
| Canadá         | RPM Albums Chart         | 63       |
| Estados Unidos | Billboard 200            | 123      |
| Nueva Zelanda  | New Zealand Albums Chart | 14       |
| Países Bajos   | Mega Albums Top 100      | 68       |
| Reino Unido    | UK Albums Chart          | 2        |
| Suecia         | Swedish Albums Chart     | 45       |

| Sencillo           | País           | Lista                         | Posición |
| ------------------ | -------------- | ----------------------------- | -------- |
| «Oh, Pretty Woman» | Estados Unidos | Hot Country Songs             | 89       |
| «Oh, Pretty Woman» | Estados Unidos | Hot Adult Contemporary Tracks | 48       |